# 진짜로 일어날지도 몰라 기적
《진짜로 일어날지도 몰라 기적》(일본어: 奇跡 기세키[*])은 2011년 개봉한 일본의 영화이다. 가가 커뮤니케이션스 제작·배급. 고레에다 히로카즈 감독. 캐치프레이즈는 〈당신도 분명 누군가의 기적.〉
일본에서는 이야기의 무대가 된 큐슈에서 6월 4일에 선행 상영된 후, 6월 11일에 전국 공개되었다. 영국에서는 2013년에 공개된 주요 매체 〈가디언〉이 선택한 동년의 영화 베스트 10에서 9위를 차지했다. 대한민국에서는 2011년 12월 22일에 개봉되었다.

## 개요
2011년 3월 큐슈 신칸센의 개통을 계기로 큐슈 여객 철도 (JR 규슈)과 JR 동일본 기획 (JR 동일본 산하의 광고 대행사)의 기획에 의해 제작 되었다. 감독 고레에다에 있어서 첫 기획의 영화이지만, 고레에다 자신이 “철도를 좋아한다”라고 밝히기도 하여 제안을 흔쾌히 수락했다. 제작에 있어서는, JR 측에서 거의 개입을 하지 못했다(실제로 기획의 축이 되는 큐슈 신칸센 자체가 등장하는 것은 본편의 마지막 부분이다).
출연하는 아이들은 오디션을 통해 선발되었고, 주연이 되는 2명의 소년 만담 콤비에는 실제로도 형제인 마에다 고키와 마에다 오시로가 발탁되었다. 고레에다는 원래 〈가고시마에 있는 남자와 하카타에 사는 여자가 별도로 그 엇갈림을 보러 갔다 사랑에 빠지는 ... 같은 보이 미츠 걸 이야기〉를 상정하고 있었다. 이 오디션에서 두 사람을 보고 대본을 전면적으로 개고했다. 촬영에 있어서는 역시 아이를 주인공으로 한 《아무도 모른다》 뿐만 아니라 각본을 배우들에게 전달하지 않고 촬영을 진행하는 방식을 채택했다.
TV 스팟의 내레이션은 고레에다에서 제공하여 미무라 마사카즈가 담당하고있다.
나카무라 코조에 의해 (고레에다 히로카즈 원저)에 의한 노벨 라이즈 버전도 발매되고 있다. (ISBN 9784163301402) 또한, MPAA의 등급은 흡연 장면이 있는 것 등을 이유로 PG 지정되어 있다. BBFC도 PG 지정을 내놓고 있다.

## 줄거리
부모의 이혼으로 가고시마현과 후쿠오카현에서 떨어져 사는 초등학교 6학년 형 코이치와 4학년 동생 류노스케. 언젠가 또 다시 가족 4명이서 살고 싶어하는 두 형제는 규슈 신칸센이 전선을 개통하는 날 아침, 가고시마에서 후쿠오카로 가는 신칸센 〈제비〉와 후쿠오카에서 가고시마로 향하는 〈벚꽃〉이 처음 마주 쳤을 때 저마다의 소원이 이루어진다는 소문을 듣는다.  그리고 두 사람은 주위의 어른들을 말려들게하여 계획을 시작한다.

## 출연
- 오사코 코이치 - 마에다 코키
- 키나미 류노스케 - 마에다 오시로
- 후쿠모토 유 - 하야시 료가
- 오타 신 - 나가요시 호시노스케
- 아리요시 메구미 - 우치다 카라
- 하야미 칸나 - 하시모토 칸나
- 이소베 렌토 - 이소베 렌토
- 키나미 켄지 (코이치, 류노스케의 아빠) - 오다기리 조
- 아리요시 쿄코 - 나쓰카와 유이
- 사카가미 마모루 - 아베 히로시
- 미무라 사치 - 나가사와 마사미
- 야마모토 와타루 - 하라다 요시오
- 오사코 노조미 (코이치, 류노스케의 엄마) - 오쓰카 네네
- 오사코 히데코 - 키키 키린
- 오사코 슈키치 - 하시즈메 이사오

## 스태프
- 감독·각본·편집 - 고레에다 히로카즈
- 총괄 프로듀서 - 유이야 후미호
- 프로듀서 - 코이케 켄타로, 다구치 세이
- 라인 프로듀서 - 후지와라 에미코
- 촬영 - 야마자키 유타카
- 조명 - 오시타 에이지
- 미술 - 미츠마츠 케이코
- 녹음 - 츠루마키 유타카
- 음악 - 쿠루리
- 주제가 - 쿠루리 〈기적〉 (奇跡)
- 음향 효과 - 오카세 아키히코
- 조감독 - 카네시게 준
- 특별 협찬 - 큐슈 여객 철도 (JR 규슈)
- 로케 협력 - 가고시마현 가고시마시, 후쿠오카시, 구마모토현 구마모토시, 우토시, 우키시, 가고시마 필름 사무실, 후쿠오카 필름 커미션, 구마모토 필름 커미션 외
- 제작 프로덕션 - 시로구미
- 제작 협력 - 영화 〈기적〉 제작위원회 (JR 동일본 기획, 반다이, 시로구미, 가가 위성 극장, 마이니치 방송, RKB 마이니치 방송, Yahoo! JAPAN, JR 서일본 통신, 디 라이츠, 서일본 신문사, FM 후쿠오카, 중국 방송, 구마모토 방송, 미나미 니혼 방송, J-WAVE, JR 큐슈 에이전시)
- 배급 - 가가 커뮤니케이션스

## 사운드 트랙
| #   | 제목                                   | 재생 시간 |
| --- | -------------------------------------- | --------- |
| 1.  | 〈카고시마 오하라절〉 (鹿兒島おはら節) |           |
| 2.  | 〈수영장과 타코야키와 시내버스〉       |           |
| 3.  | 〈류노스케와 아버지〉                  |           |
| 4.  | 〈학교에 가자〉                        |           |
| 5.  | 〈슈키치와 야마모토〉                  |           |
| 6.  | 〈주오 역에서〉                        |           |
| 7.  | 〈불꽃놀이다! 불꽃놀이!〉              |           |
| 8.  | 〈카고시마에서〉                       |           |
| 9.  | 〈간질간질〉                           |           |
| 10. | 〈이런저런 날들〉                      |           |
| 11. | 〈군자금 테마〉                        |           |
| 12. | 〈마지막 열차〉                        |           |
| 13. | 〈코스모스〉                           |           |
| 14. | 〈달려〉                               |           |
| 15. | 〈소원〉                               |           |
| 16. | 〈귀로〉                               |           |
| 17. | 〈기적〉                               |           |

## 수상 정보
- 제59회 산세바스찬 국제 영화제 (스페인)
  - 최우수 각본상
  - 가톨릭 미디어 협회 (SIGNIS) 상

- 제3회 TAMA 영화상 
  - 최우수 작품상

- 제26회 다카사키 영화제
  - 최우수 신인남우상 (마에다 코키, 마에다 오시로)
  - 최우수 신인여우상 (우치다 카라)

- 오사카 시네마 페스티벌 2012 
  - 일본 영화 베스트 10
  - 제5위
  - 신인남우상 (마에다코키, 마에다 오시로)

- 제26회 이스파한 국제 청소년 영화제 (이란) 
  - 최우수 작품상

- 제55회 아시아 태평양 영화제 
  - 최우수 감독상 (고레에다 히로카즈)